# Götenstierna
Götenstierna (Göthenstierna) var en svensk adelsätt som hade anknytning till Svanviks säteri i Stala socken på Orust i Bohuslän. 
Släkten härstammar från Peter Tillroth, som 1716 adlades Göthenstierna, till Svanvik. Tillroth föddes 1659 och blev Kronofogde på Orust och Tjörn 1697 och på Västra Hisingen 1715. Han blev inspektor vid packhuset i Göteborg och Tullinspektor. År 1716 titulerades han Assessor. Den 21 maj 1716 adlades Tillroth med namnet Göthenstierna och introducerades på Riddarhuset 1719 under nr 1501. Göthenstierna dog den 27 november 1726 och begravdes i Skallsjö kyrka Älvsborgs län. Han var gift 1689 med Catharina Christina Paulin, död 1730, dotter till borgmästaren i Kungsbacka, häradshövdingen Jakob Erlandsson Paulin och Maria Stenkamp. Göthenstierna fick elva barn.
Släkten dog ut den 9 april 1807 på svärdssidan med Carl Ulrik Göthenstierna.